# Алькантара (материал)

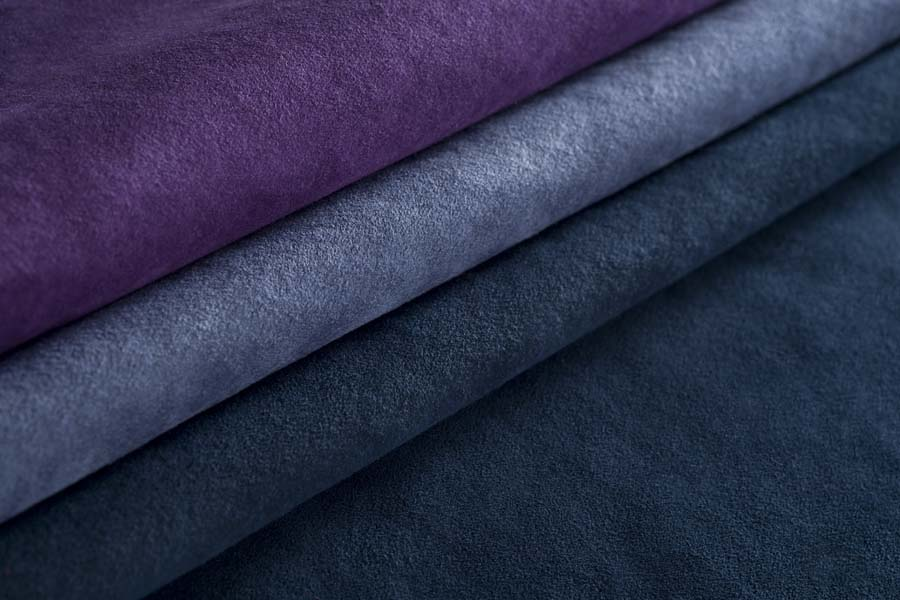
Алькантара

Альканта́ра — отделочный материал. Также известна как искусственная замша. Материал запатентован и производится итальянской компанией Аlcantara SpA.

## История
Материал был разработан в 1970-е годы Миёси Окамото (Miyoshi Okamoto), учёным, который работал в японской химической компании Торай. В 1972 году совместное предприятие итальянской Eni и Торай-Alcantara SpA начало производство и продажу алькантары. Основана на той же технологии, что и другой продукт Toray Industries под названием Ultrasuede (Ультразамша).
Секрет производства алькантары заключается в использовании мокрого вязкого куенопрядения (производство очень тонкого двухкомпонентного волокна «islands in the sea» — «острова в море»), в сочетании и взаимодействии химического и текстильного производственных процессов (перфорирование, отделка, пропитка, выделка, обработка, покраска). Алькантара производится из полиэфирных и полиуретановых волокон и представляет собой синтетический аналог замши.
Для получения микроволокнистого материала, который необходим для производства алькантары, используется пластмасса, прошедшая длительную химическую обработку[какую?].

## Применение сегодня
Алькантара применяется во многих сферах: при изготовлении мебели, ювелирных изделий, мото- и спортивных шлемов; в оформлении автомобильных салонов и интерьеров яхт, в интерьерном дизайне. Используется также некоторыми фирмами в качестве одного из материалов при изготовлении подушек деревянных духовых инструментов — деталь, необходимая для герметичного закрывания отверстий клапанами.
По внешнему виду и на ощупь алькантару иногда путают с замшей. Благодаря практичности, высокой декоративности и сходству с кожей алькантара часто применяется в автомобильном тюнинге — для вставок в сиденья и панели кабины.
Компания SpaceX заявила, что внутреннее пространство корабля Dragon V2, который, как ожидалось, в 2017 году начнёт доставку космонавтов на МКС, организовано с максимально возможным удобством для экипажа. Так, кресла пилотов в нём выполнены из углеродного волокна высшего качества с отделкой из алькантары.

## Основные преимущества алькантары
Мягкая, бархатистая и приятная на ощупь. Долговечная. Износостойкая (не лоснится, не протирается через год эксплуатации). Устойчива к внешним воздействиям (после пожара мебель, обитая алькантарой, конечно же, потеряет свой товарный вид, но в случае попадания на поверхность искры не загорится). Алькантару можно подвергать ремонту без видимых последствий.
Отсутствие отходов при раскрое (что значительно влияет на цену готового изделия).
Алькантара более эластична, чем натуральная кожа, что позволяет использовать этот материал для обивки мебели самых замысловатых форм и миниатюрных изделий. Для очистки мебели, обитой этим материалом, подойдут простые чистящие средства для кожаной мебели. Её можно даже стирать в машине.